# چه کسی امیر را کشت؟
چه کسی امیر را کشت؟ فیلمی ایرانی به کارگردانی مهدی کرم‌پور محصول سال ۱۳۸۴ است. فیلمنامه این فیلم را مهدی کرم‌پور، خسرو نقیبی و مهدی کیا نوشته‌اند.

## خلاصهٔ داستان
امیر کشته می‌شود و تمام آشنایان و دوستانش به خوبی از او یاد می‌کنند. اما بعد از مدتی شروع می‌کنند به بدگویی از او و حتی کمی که می‌گذرد نزدیک‌ترین کسانش جسد او را نمی‌توانند شناسایی کنند. فیلم روایت‌گری بی‌طرف از تلاش و پی‌گیری شخصیت‌های پیرامون امیر است.

## بازیگران (به ترتیب حروف الفبا)
| بازیگر            | نقش       |
| ----------------- | --------- |
| مهناز افشار       | مرجان     |
| آتیلا پسیانی      | رضا       |
| امین حیایی        | حمید      |
| الناز شاکردوست    | عسل       |
| محمدرضا شریفی نیا | دکتر مطلق |
| خسرو شکیبایی      | اکبر      |
| نیکی کریمی        | زیبا      |
| علی مصفا          | امیر      |

## جوایز و نامزدها

### دهمین دوره جشن حافظ
| قسمت                     | نامزد        | نتیجه    |
| ------------------------ | ------------ | -------- |
| بهترین بازیگر مرد سینما  | خسرو شکیبایی | نامزدشده |
| بهترین طراحی صحنه و لباس | مهدی کرم‌پور  | نامزدشده |